# Hôtel de ville d'Évreux
L'hôtel de ville d'Évreux est un bâtiment de la fin du XIXe siècle situé à Évreux, en France.

## Localisation
Le bâtiment est situé dans le département français de l'Eure, dans l'enceinte médiévale d'Évreux à l'endroit où se tenait le château comtal. Sise place du Général-De-Gaulle, la fontaine monumentale de 1882 lui fait face.

## Occupations antérieures du site

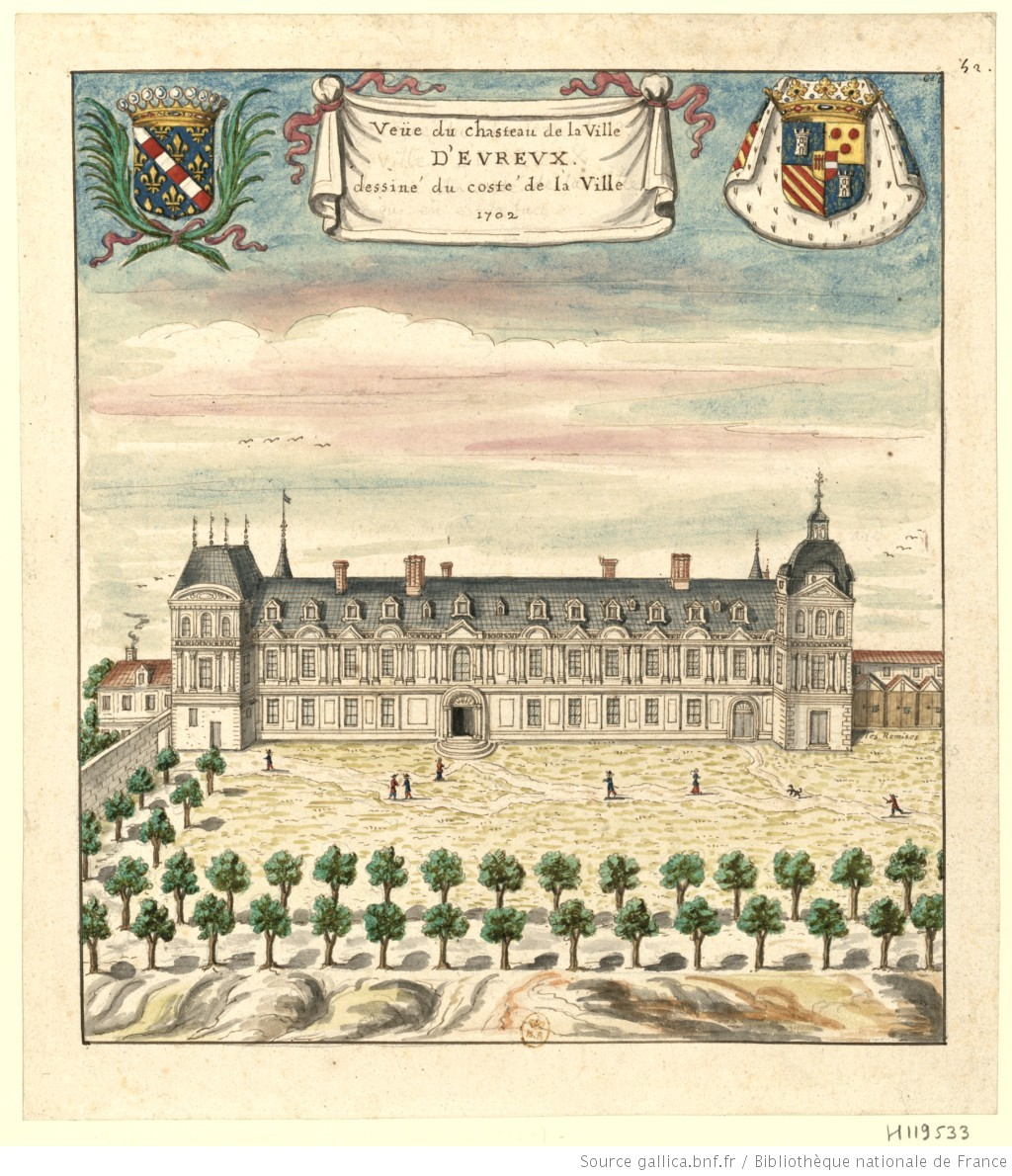
Vue du château de la ville d'Évreux en 1702.

Sans pouvoir s'appesantir, faute d'étude disponible, sur une construction gallo-romaine originelle, il est cependant rapporté que la femme du comte Guillaume d'Évreux, Helvide (Helvise), fait détruire en 1108 un château et entreprendre l'édification d'un second dans la foulée. Puis, entre la longue conquête de la Normandie par Philippe Auguste et le début du règne de Louis XI de France, les soubresauts politico-militaires (dont la guerre de Cent Ans) justifient l'entretien continu d'une place forte par une succession de châteaux dont peu de détails sont connus. Ces châteaux sont le lieu de résidence des gouverneurs de la ville.  
En 1652 (fin de la Fronde), à la mort du comte d'Évreux et duc de Bouillon, sa veuve, la duchesse Éléonore de Bergh, est le commanditaire de la structure qui reste dans les esprits comme le château des comtes d'Évreux jusqu'en 1780, même si la maison de La Tour d'Auvergne lui préfère le château de Navarre.
En tout état de cause, la municipalité n'occupe le lieu que tardivement, la salle aux bourgeois étant le lieu d'assemblée au XIVe siècle ou au sein de l'Hôtel-Dieu au XVe siècle puis en dernier lieu les halles, dans la chambre de ville.

## Historique
Le bâtiment actuel a été achevé en 1895 au terme d'un projet de 18 années.
Auparavant, le conseil de ville loge dans divers bâtiments successifs ayant pris la place du château des comtes d'Évreux, situés en bordure de l'enceinte gallo-romaine. 
À sa mort en 1874 et selon ses volontés, la fortune d'Olivier Delhomme, adjoint au maire, est léguée à la ville, à charge pour la collectivité de l'employer à l'édification d'une nouvelle mairie. 
En 1877, la municipalité de Jean-Louis Lepouzé fait organiser un concours. Parmi les 25 projets remis au jury présidé par Eugène Viollet-le-Duc, le premier prix est attribué à l'architecte de Paris François Thierry-Ladrange. L'offre retenue étant supérieure au budget, des révisions de devis s'ensuivent et, dans les faits, par décision du 28 février 1889, c'est l'architecte départemental Georges Gossart qui exécute l'œuvre sur les plans initiaux de Ladrange.
Après arasement des constructions en place, la première pierre est posée en 1891. Le 22 août 1890, des monnaies sont mises au jour. Il s'agit d'une cachette monétaire militaire remontant à l'année 276-277, selon Édouard Ferray qui en fait le rapport écrit. Quelques-unes des 110 000 pièces de monnaie exhumées - soit quelque 340 kg- sont enfermées dans la capsule temporelle. Le reste a été présenté au public entre décembre 1890 et février 1891.
L'édifice est inauguré le dimanche 25 avril 1895 sous la mandature d'Henry Ducy. Ce jour-là, la plaque inaugurale est dévoilée par le président de la République Félix Faure, Dominique Beverini-Vico étant préfet de l'Eure depuis un mois.

## Architecture
Le gros-œuvre est constitué en pierre calcaire de Vernon. Le bâtiment comporte un pavillon central flanqué d'une aile de chaque côté. Les extrémités sont composées chacune d'un pavillon en léger retour d'équerre. La toiture revêtue de pans en ardoises comporte des mansardes. Les parties plates sont protégées avec du zinc.
Le 3e étage, avec 3 grandes baies rectangulaires au centre, se distingue par une alternance de brique et de pierre. Un balcon surmonté de la mention hôtel de ville est accessible par la baie centrale : il marque l'emplacement de la salle des mariages. La devise républicaine souligne la base du balcon.
Le toit en pavillon est couronné d'un belvédère à lanterneau. L'imposant fronton est dû au sculpteur Louis-Émile Décorchemont. Le sculpteur Albert Miserey y a réalisé sous la forme de stèles une allégorie de la naissance, du service militaire, du mariage et de la mort d'un citoyen selon ces quatre étapes.
Un perron de 4 marches précède l'escalier, droit et en pierre qui compte une vingtaine de marches et donne accès au deuxième étage dont il constitue l'entrée : une terrasse encadre le portail en bois vernis à double battant. Dessous se trouve une desserte carrossable du rez-de-chaussée.

## Ornements intérieurs
Les artistes eurois travaillent au décor monumental.
Au second étage commence un vitrail œuvre de l'atelier Duhamel-Marette qui éclaire la cage d'escalier menant aux salles d'apparat.
Dans la salle des mariages, une toile située dans le caisson central du plafond est due au peintre Charles Denet : le thème est la célébration du premier mariage civil le 2 janvier 1792. Sa pose a eu lieu le 18 août 1895.

## Événements marquants
- Discours d'Évreux de 1923

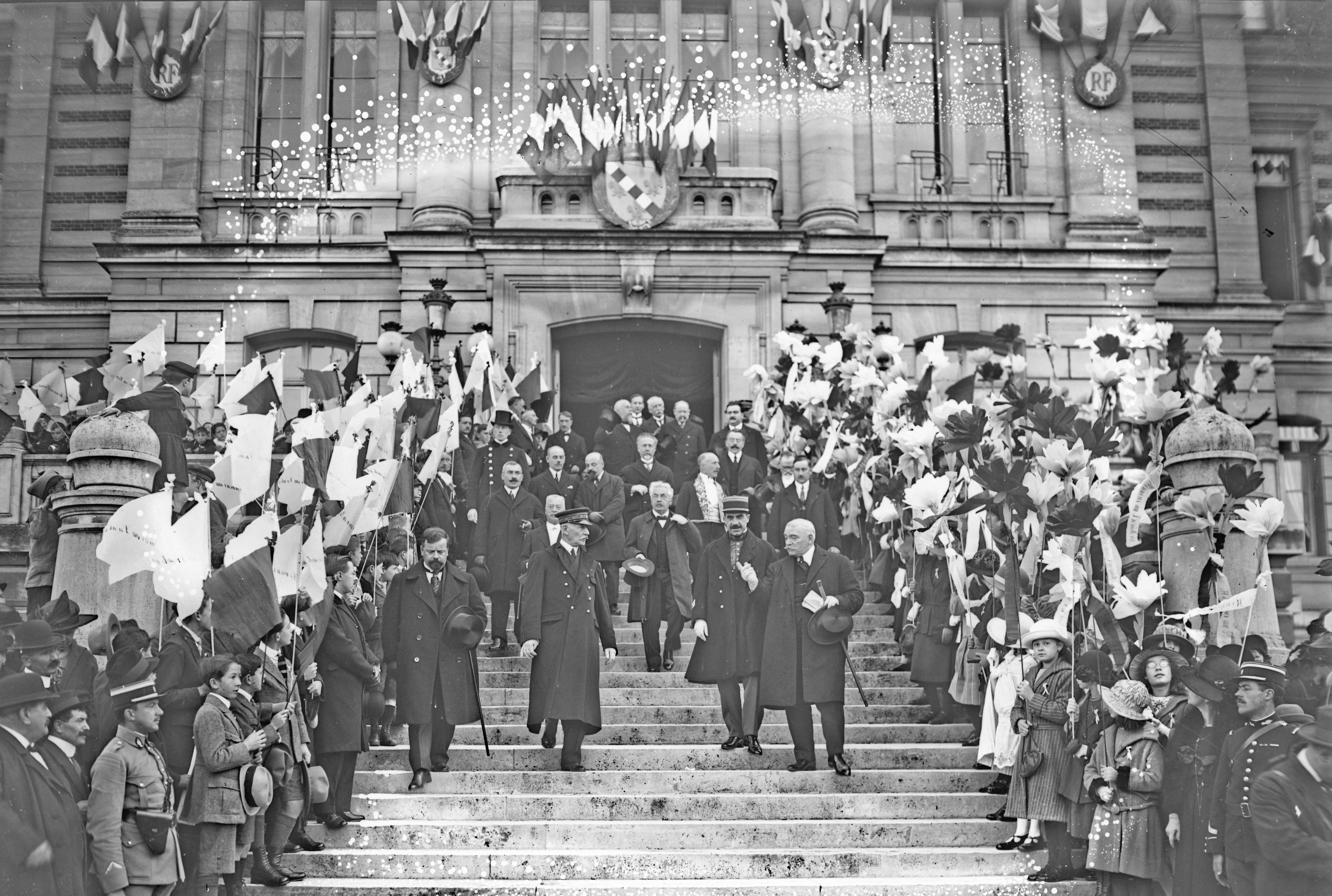
Les autorités descendant les marches de l'hôtel de ville. Agence Rol.

Le 14 octobre 1923, accueilli à la gare par le maire Oursel, le président Millerand prononce un discours à la préfecture où il manifeste son intention de réduire le rôle du parlement. En vue des élections de mai 1924, il prend position en faveur du Bloc national (formation politique constituée au lendemain de la Première Guerre mondiale groupant modérés et conservateurs). Il donne sa démission en juin 1924. Un cliché d'agence de presse montre les autorités quittant l'hôtel de ville pavoisé. L'Écho d'Alger relate le déplacement de M. Millerand dans l'Eure (no 5120 du lundi 15 octobre 1923), de même que Le Gaulois (no 16811 du lundi 15 octobre 1923).
- De Gaulle en 1944

Le 8 octobre 1944, au cours de sa visite des villes normandes, le général de Gaulle s'adresse du balcon à l'assemblée présente sur la place de l'hôtel de ville qui porte désormais le nom du chef de la France libre.
- Légion d'honneur en 1948

Le 27 août 1948, la ville est citée à l'ordre de la Légion d'honneur. Par décision du même jour, elle est titulaire de la croix de guerre 1939-1945 avec palme de bronze. Les festivités organisées en rapport avec ces deux événements mettent en scène l'hôtel de ville.
- De Gaulle en 1960

Le samedi 9 juillet 1960, le maire Armand Mandle accueille le président de Gaulle en gare d'Évreux. La salle des fêtes de l'hôtel de ville est le lieu fixé par le maire aux invités à la réception donnée en l'honneur du président.